# Ayn Rand
Ayn Rand O'Connor (nata Alisa Zinov'evna Rozenbaum, in russo Алиса Зиновьевна Розенбаум?; San Pietroburgo, 2 febbraio 1905 – New York, 6 marzo 1982) è stata una scrittrice, filosofa e sceneggiatrice statunitense di origine russa, autrice di Noi vivi, La fonte meravigliosa e La rivolta di Atlante, fondatrice della corrente filosofica dell'oggettivismo.
Fu una sostenitrice dell'individualismo e dell'egoismo razionale, da lei inteso come la più naturale e importante delle virtù, in quanto consiste nel cercare il proprio bene senza arrecare danno agli altri.  In politica, condannò l'uso della forza come immorale e sostenne il capitalismo laissez-faire, che definì come il sistema basato sul riconoscimento dei diritti individuali, compresi i diritti di proprietà privata; secondo lei, unico sistema che permette all'uomo di raggiungere la felicità grazie alle proprie abilità.  Collaborò con la Commissione per le attività antiamericane di Joseph McCarthy e scrisse un pamphlet che raccomandava di evitare la propaganda, anche intesa sotto forma di collettivismo e anti-individualismo, nelle produzioni hollywoodiane. Ostile a ogni forma di collettivismo socialista e fascista, la sua filosofia si basava sul concetto che «la più piccola minoranza al mondo è l'individuo. Chiunque neghi i diritti dell'individuo non può sostenere di essere un difensore delle minoranze». Convinta che il governo dovesse avere un ruolo legittimo ma relativamente ridotto in una società libera, non si riconobbe mai nell'anarco-capitalismo, quanto, piuttosto nel minarchismo, benché non lo abbia mai definito in tali termini.
In Italia e in Europa è meno conosciuta e studiata che in Nord America, è considerata una personalità del libertarismo di destra e del conservatorismo di matrice anglosassone. I suoi romanzi si basano su un archetipo di persona eroica, quello randiano, la cui abilità e indipendenza causa un conflitto permanente con la società massificata, ma che nonostante tutto persevera per realizzare i suoi obiettivi. I libri di Rand hanno venduto oltre 37 milioni di copie. La sua narrativa ha ricevuto recensioni contrastanti da critici letterari, con recensioni in genere peggiori per i suoi ultimi lavori. Sebbene l'interesse accademico per le sue idee sia cresciuto dopo la sua morte, il mondo filosofico ha generalmente ignorato o rifiutato la filosofia di Rand, sostenendo che il suo approccio fosse eccessivamente polemico e che il suo lavoro manchi di rigore metodologico.

## Biografia

### Origini e formazione

Ayn Rand (a destra) con le sorelle nel 1911

Ayn Rand nacque a San Pietroburgo, in Russia, nel 1905, l'anno della prima rivoluzione russa, ed era la maggiore di tre figlie di una famiglia ebrea, ma i genitori erano agnostici e non osservanti. Il padre, Zinovij Zacharovič Rozenbaum è farmacista e la madre Anna Borisovna Rozenbaum lo aiuta nel lavoro. Le sorelle sono Nataša (1907-1945) ed Eleanora "Nora" Drobyšev (1910-1999). Sin dalla più tenera età mostrò un interesse rilevante per la letteratura e il cinema, iniziando a scrivere sceneggiature e romanzi dall'età di sette anni. Sua madre si impegnò a insegnarle la lingua francese e si abbonò a una rivista che pubblicava storie per ragazzi, nella quale Rand scoprì il suo primo eroe infantile: Cyrus Paltons, un ufficiale di fanteria indiano in una storia riecheggiante lo stile di Rudyard Kipling dal titolo La misteriosa vallata, opera di Bill Bucko.
Per tutta la sua giovinezza ebbe una particolare predilezione per la lettura dei romanzi di Sir Walter Scott, Alexandre Dumas e altri scrittori romantici, esprimendo un appassionato entusiasmo verso il movimento romantico nel suo complesso. Scoprì Victor Hugo all'età di tredici anni e si innamorò profondamente dei suoi romanzi. Più tardi lo avrebbe citato come il suo romanziere preferito e come il più grande romanziere della letteratura mondiale. Studiò storia e filosofia all'Università di San Pietroburgo. Le sue principali scoperte letterarie durante l'Università furono i lavori di Edmond Rostand, Friedrich Schiller e Fëdor Dostoevskij. Ammirava Rostand per la sua ricca immaginazione romantica e Schiller per la sua portata grandiosa ed eroica. Ammirava Dostoevskij per il suo senso del dramma e i suoi intensi giudizi morali, ma era profondamente contraria alla sua filosofia e al senso che attribuiva all'esistenza umana, troppo tendente allo spiritualismo. I genitori erano socialisti moderati, sostenitori del governo di Aleksandr Fëdorovič Kerenskij, instauratosi nel 1917 con la Rivoluzione russa di febbraio, e avversi sia allo zarismo sia al comunismo dei bolscevichi. Rand conobbe Kerenskij, esule anche lui, nel 1945, e divenne sua amica (nonostante fosse socialista e non lo ammirasse politicamente), per la sua opposizione ai bolscevichi. Nel novembre del 1917, con la Rivoluzione d'ottobre, i bolscevichi presero il potere e sequestrarono la farmacia, mentre la famiglia Rozenbaum dovette trasferirsi per breve tempo in Crimea.

### Il trasferimento negli Stati Uniti
Continuò a scrivere brevi storie e sceneggiature e scrisse sporadicamente su un diario personale, che esprimeva chiare idee antisovietiche. Si confrontò anche con le idee filosofiche di Nietzsche e Aristotele. Entrò all'Istituto di Stato per le Arti Cinematografiche nel 1924 per studiare sceneggiatura; alla fine del 1925 ottenne un visto per visitare alcuni parenti statunitensi. La Russia era ormai divenuta Unione Sovietica ed era in piena epoca stalinista. Dopo una breve permanenza a Chicago, decise di non tornare mai più nell'URSS e si diresse a Los Angeles per diventare una sceneggiatrice. A questo punto cambiò il nome in "Ayn Rand", forse per evitare ritorsioni verso la famiglia. Si narrava che avesse scelto questo cognome ispirandosi alla macchina per scrivere Remington Rand, ma nuovi documenti hanno provato che questo non è vero. Affermò che il suo nome, Ayn, era un adattamento del nome di uno scrittore finlandese (si potrebbe trattare della scrittrice finlandese Aino Kallas). Un'altra possibilità considerata a proposito dell'origine del suo nome d'arte è legata al leitmotiv della sua filosofia: il valore di una persona è il merito conquistato e l'unica misura oggettiva per valutare il merito era storicamente l'oro. Durante la sua vita, il Sudafrica era stato il principale produttore ed esportatore d'oro e la valuta di questo paese era il rand, una moneta d'oro zecchino. Inoltre, nell'idioma angloboero, 'ein' (in rima con Ayn) è articolo indeterminativo ma anche numero 'uno'. Quindi Ayn Rand sarebbe un nome d'arte che significa qualcosa come uno zecchino, con riferimento al principale punto della sua filosofia. Questa interessante teoria ignora però che il rand sudafricano nacque nel 1961, almeno 34 anni dopo la scelta dello pseudonimo.

### Il matrimonio con Frank O'Connor e le prime opere
Inizialmente Rand si dibatté nell'ambiente cinematografico di Hollywood e sbarcò il lunario con ogni sorta di lavoro per sostentarsi. Lavorando come comparsa a Il re dei re (The King of Kings, 1927) di Cecil B. DeMille, si imbatté intenzionalmente in un aspirante giovane attore, Frank O'Connor, che ne aveva attratto l'attenzione. I due si sposarono nel 1929, e nel 1931 Rand ottenne la cittadinanza statunitense.
Il primo successo letterario giunse con la vendita della sua sceneggiatura Red Pawn nel 1932 alla Universal Studios. Rand quindi scrisse il dramma The Night of January 16th nel 1934, che ebbe notevole successo e pubblicò poi due romanzi, Noi vivi (We the Living, 1936), e Antifona o La vita è nostra (Anthem, 1938). I due romanzi non raggiunsero un significativo successo di critica e di vendite: Antifona, novella distopica sui mali dell'irrazionalismo e del collettivismo, che anticipa i temi che saranno approfonditi da George Orwell in 1984, dieci anni dopo, non riuscì nemmeno a trovare un editore negli USA e per la prima volta fu pubblicato in Gran Bretagna. Erano gli anni in cui Rand stava ancora perfezionando il proprio stile letterario e questi romanzi quindi non la rappresentano appieno.
Senza l'approvazione di Rand, We the Living fu oggetto in Italia di un paio di riduzioni cinematografiche: Noi vivi (con Alida Valli, allora attrice leggendaria) e Addio Kira! nel 1942 per opera di Scalera Film, Roma. I film, che furono inizialmente approvati dalla censura fascista, in quanto anticomunisti, incontrarono un enorme successo, diventando i campioni di incasso tra le pellicole italiane del 1942, ma vennero poi ritirati dalla circolazione, perché un commissario sovietico vi era stato ritratto in maniera positiva e anche perché Mussolini si adirò per il fatto che i film fossero anti-totalitari in senso universale. Questi film sono stati oggetto di una revisione approvata da Rand nel 1980 e pubblicata postuma col titolo We the Living nel 1986.

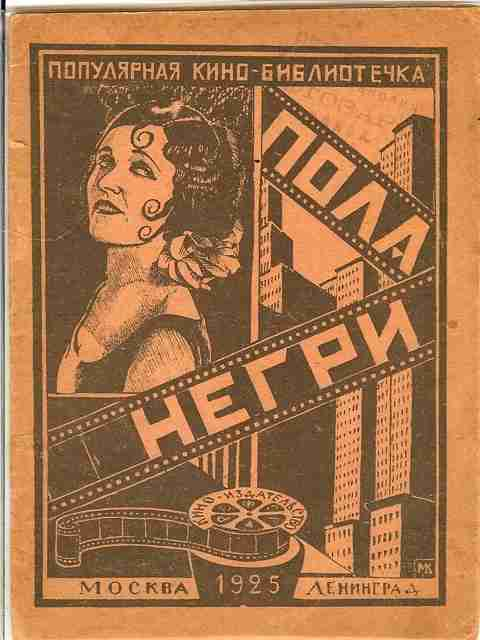
Copertina dei primo libro di Ayn Rand, Pola Negri, pubblicato a Mosca nel 1925

### Le opere principali e la nascita dell'oggettivismo
Il successo per Rand giunse con il suo romanzo best seller La fonte meravigliosa (The Fountainhead, 1943), impiegando sette anni per scriverlo. Il romanzo fu rifiutato da dodici editori, che pensavano fosse troppo intellettuale, ostile al pensiero americano dominante e che quindi non avrebbe trovato alcun pubblico. Fu infine accettato dalla casa editrice Bobbs-Merrill Company, grazie principalmente a un membro del comitato editoriale, Archibald Ogden, che elogiò il volume in termini superlativi e infine ebbe la meglio. Nonostante queste difficoltà iniziali, The Fountainhead fu un successo mondiale, capace di portare Rand alla fama e alla sicurezza economica, con 6 milioni di copie vendute.
In The Fountainhead Rand esplora l'individualismo e il collettivismo dell'animo umano, attraverso il racconto della vita di cinque personaggi principali. L'eroe, Howard Roark, incarna l'ideale randiano, un'anima nobile per eccellenza, un architetto fermamente e serenamente dedito ai propri ideali e convincimenti, secondo cui non vale copiare acriticamente lo stile altrui, in architettura quanto nella vita. Tutti gli altri personaggi del romanzo pretendono da lui una rinuncia ai suoi valori con diversi gradi di insistenza, ma Roark mantiene la sua integrità. Una caratteristica interessante di Roark è che si discosta dai soliti eroi da romanzo, che contrariamente a lui si lanciano in lunghi e appassionati monologhi sulla propria integrità e sull'ingiustizia del mondo; Roark, per contrasto, pratica una disdegnosa, quasi sprezzante laconicità.
Il capolavoro di Rand, La rivolta di Atlante (Atlas Shrugged), fu pubblicato nel 1957 e divenne un bestseller internazionale. Atlas Shrugged è spesso visto come l'esposizione più completa della filosofia oggettivista tra i suoi lavori letterari. In appendice espose questa summa del suo pensiero:
Il tema principale di Atlas Shrugged potrebbe essere "il ruolo della mente umana nella società". Rand difese l'industriale come uno dei membri più ammirevoli di qualsiasi società e si oppose strenuamente al risentimento popolare contro gli industriali. Questa posizione la condusse a concepire un romanzo in cui gli industriali d'America vanno in sciopero e si ritirano in un rifugio di montagna. L'economia americana e la sua società in generale lentamente si avviano al collasso. Il governo reagisce aumentando i già soffocanti controlli in materia industriale. Il romanzo, pur avendo un tema politico al suo centro, tratta argomenti complessi e divergenti, quali la sessualità, la musica, la medicina e le capacità umane. Questo individuo eroico, non è solo un imprenditore o industriale, ma può essere chiunque: commerciante, inventore, artista, architetto, scrittore, intellettuale e chiunque crei dei valori anziché seguire la massa.
(Ayn Rand)

### La separazione con O'Connor, il trasferimento a New York e la morte
Ayn Rand e Frank O'Connor non ebbero mai figli, per scelta (Rand non si riteneva adatta né interessata al ruolo di madre, mentre ebbe molti animali domestici, soprattutto gatti), ma ebbero molte amicizie nell'ambiente intellettuale. Frank abbandonò la carriera cinematografica dopo la Grande depressione, dedicandosi a varie imprese lavorative con successo altalenante, poi alla pittura. Rand si dedicò invece alla sola letteratura. Insieme a Nathaniel Branden, sua moglie Barbara, Leonard Peikoff e altri, incluso Alan Greenspan, Rand lanciò il movimento oggettivista per promuovere la propria filosofia.
Nel 1950 Rand si trasferì a New York, dove nel 1951 incontrò il giovane studente di psicologia Nathaniel Branden che aveva letto il suo libro The Fountainhead all'età di 14 anni. Branden, allora diciannovenne, amava discutere insieme a lei della filosofia oggettivista, che era in fase di elaborazione. Branden e alcuni altri amici formarono un gruppo che battezzarono Collettivo Ayn Rand, che includeva il futuro segretario della Federal Reserve Alan Greenspan. Dopo vari anni, la relazione amichevole tra Rand e Branden sbocciò in una relazione romantica, nonostante il fatto che entrambi fossero sposati e i 27 anni di differenza. Questa relazione durò apparentemente fino al 1954, ma proseguì fra alti e bassi fino alla fine degli anni sessanta. La relazione fu chiarita con i rispettivi consorti, ma condusse al divorzio di Nathaniel Branden da sua moglie Barbara Weidman Branden (sposata nel 1953) che accettava di malavoglia il matrimonio aperto, mentre il marito di Rand aveva meno problemi.
Negli anni sessanta e settanta, Rand sviluppò e promosse la sua filosofia oggettivista sia attraverso la narrativa sia attraverso la saggistica. Tenne anche numerose conferenze presso varie università della costa est degli USA, principalmente attraverso il Nathaniel Branden Institute ("l'NBI"), che Branden aveva fondato per promuovere la filosofia di lei. Politicamente, si impegnò protestando contro la presidenza Kennedy, che giudicava simile al fascismo come politica economica, e quelle di Lyndon B. Johnson e Richard Nixon, in particolare contro la Great Society, le eccessive spese militari e la guerra del Vietnam, considerata un eccesso di morale altruistica, un dispendio di denaro nonché causa di morti inutili di soldati americani, oltre che inefficace al fine di contrastare davvero il comunismo. Espresse, invece, un discreto appoggio al candidato presidenziale, poi sconfitto da Johnson, del Partito Repubblicano alle elezioni del 1964, il libertario Barry Goldwater.
Dopo una complessa serie di separazioni, nel 1968 Rand improvvisamente terminò le sue relazioni sia con Nathaniel Branden sia con sua moglie Barbara Branden, quando apprese della relazione di Branden con Patrecia Scott (questa non si sovrappose cronologicamente con la precedente relazione tra Branden e Rand). Rand si rifiutò di avere ulteriori rapporti con l'NBI. Rand a quel punto pubblicò una lettera su The Objectivist, la rivista da lei fondata di cui divenne la direttrice, annunciando pubblicamente il ripudio di Branden per varie ragioni, inclusa la disonestà, ma non menzionò la sua relazione sentimentale o il suo ruolo in rapporto allo scisma. I due non si riconciliarono e Branden rimase una persona non grata nel movimento oggettivista.

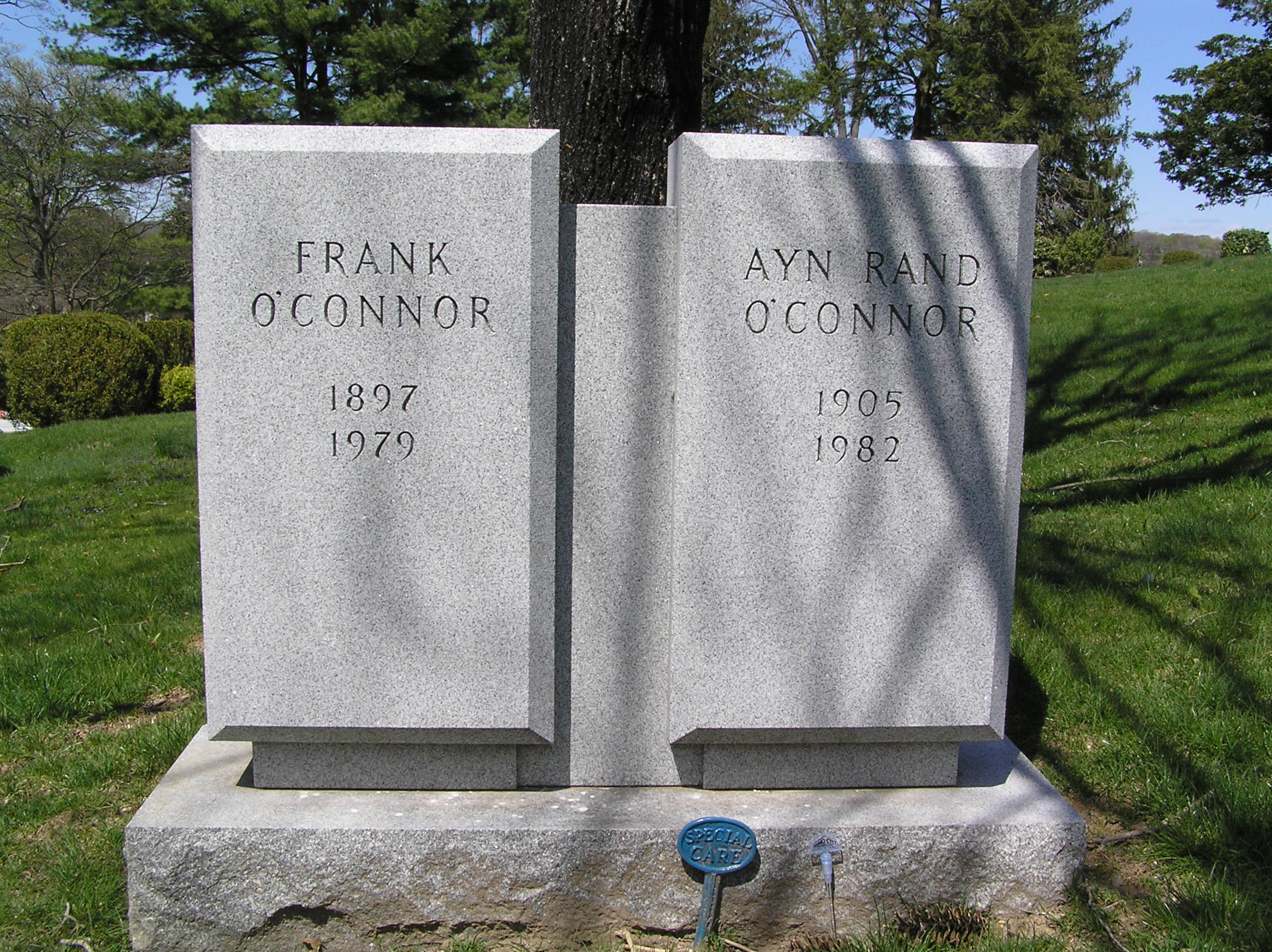
La tomba di Ayn Rand e del marito Frank

Barbara Branden presentò un resoconto della rottura nel suo libro, The Passion of Ayn Rand. Descrive l'incontro tra Nathaniel e Rand, affermando che lei lo avrebbe schiaffeggiato diverse volte e lo accusò in questi termini: "Se ti è rimasta un'oncia di moralità, un'oncia di equilibrio psicologico, diverrai impotente per i prossimi venti anni! E se ti viene anche una sola erezione, saprai che è un segno di una degenerazione morale ancora peggiore!"
La vera ragione della rottura personale e ideologica non è ben chiara. I conflitti continuarono nella scia della rottura con Branden e il seguente collasso dell'NBI. Molti dei suoi amici più vicini del "Collettivo" iniziarono a prendere le distanze da Rand e verso la fine degli anni settanta le sue attività nell'ambito formale del movimento oggettivista iniziarono a declinare, situazione che si accentuò dopo la morte di suo marito nel 1979. Uno dei suoi ultimi progetti era di lavorare a una riduzione televisiva di Atlas Shrugged. Reincontrò brevemente anche la sorella Nora, durante un viaggio di quest'ultima col marito negli Stati Uniti, dopo l'apertura delle frontiere sovietiche.
Ayn Rand morì di insufficienza cardiaca il 6 marzo 1982 a New York, anni dopo aver combattuto con successo contro un tumore, e fu tumulata al Kensico Cemetery di Valhalla nello Stato di New York, accanto al marito Frank. La scrittrice nominò erede universale del suo patrimonio e dei suoi diritti d'autore il collaboratore Leonard Peikoff, un lontano cugino di Barbara Branden, che divenne il presidente dell'Ayn Rand Institute.

## Rapporto con altre scuole di filosofia

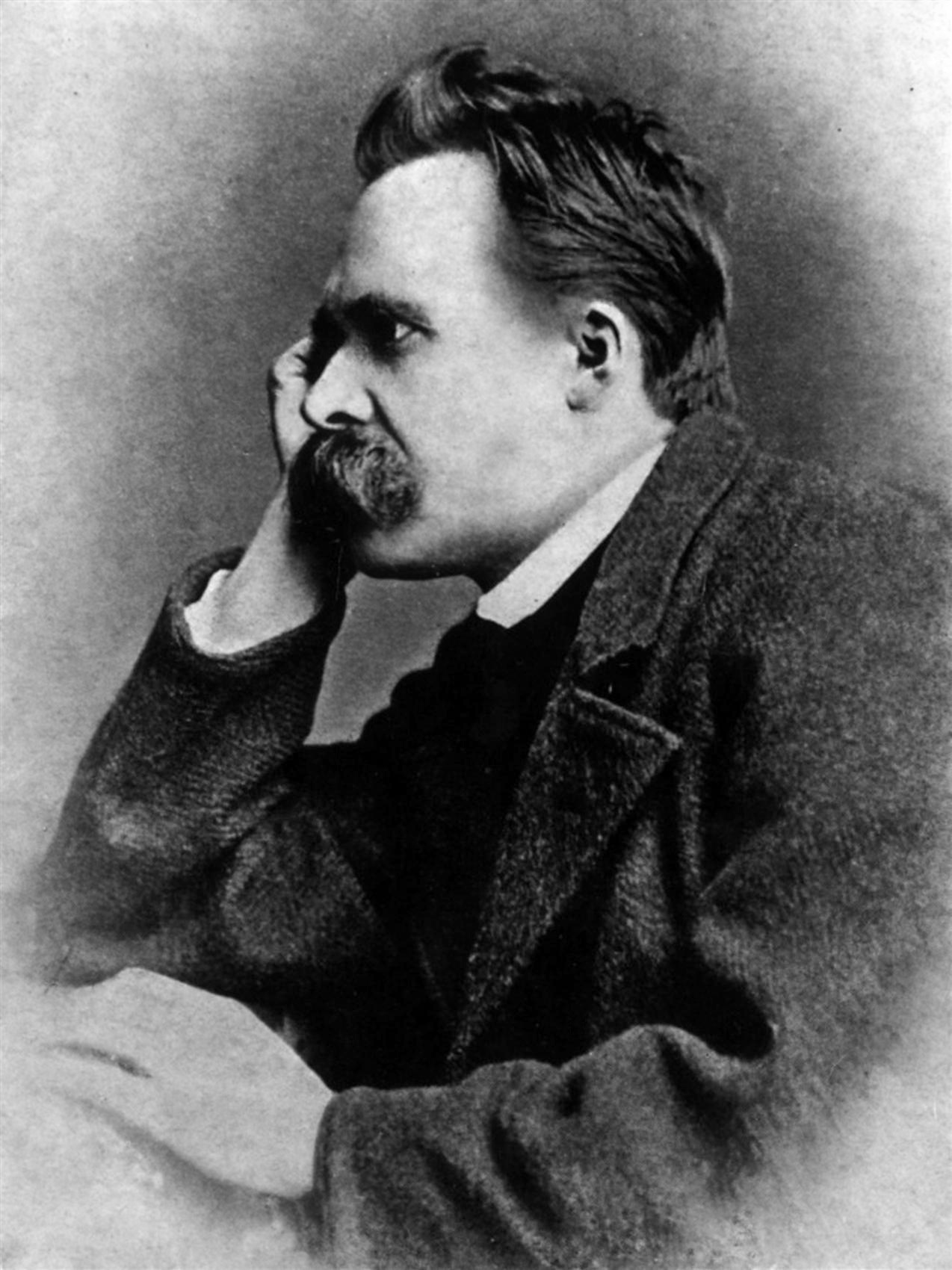
Friedrich Nietzsche

Rand rifiutava energicamente tutte le altre scuole filosofiche, anche di matrice liberale. Riconobbe l'influenza di Aristotele e John Locke e più in generale della filosofia dell'età dell'Illuminismo (Voltaire, Condillac, ecc.) e della più ampia "età della Ragione". Occasionalmente espresse approvazione per specifiche posizioni filosofiche di Spinoza e Tommaso d'Aquino. Pare che stimasse anche il razionalista americano Brand Blanshard. Comunque considerava il grosso dei filosofi quantomeno degli incompetenti e nel peggiore dei casi assolutamente malvagi. Identificò Immanuel Kant come il filosofo più influente della peggiore specie, definendolo filosoficamente "mostruoso": questo perché nell'ambito accademico dell'URSS era considerato erroneamente il precursore di Hegel e, quindi di Marx, Engels e Lenin.
Il Kant "illuminista" (e liberale), nella visione randiana, viene sopraffatto da quello "idealista", che pone l'idea sopra l'oggetto, al contrario dell'oggettivismo e delle filosofie razionali. Il kantismo, interpretato secondo i principii dell'idealismo tedesco, viene considerato come uno dei nemici filosofici principali, propagatore di un'ideologia che antepone il dovere e il sacrificio di sé, una forma di altruismo senza remunerazione alcuna, alla felicità del proprio essere come fine di ogni individuo umano, e lo pone come fondamento morale di quello che Hegel chiamerà lo stato etico, dalla cui idea si svilupperanno il collettivismo e il totalitarismo moderni. Ayn Rand sostiene che lo Stato debba avere una sola morale, la tutela della libertà e l'integrità da aggressioni fisiche dei cittadini, intesi come individui, ma rigetta fortemente ogni "eticità" dello stesso, che vada al di là di questo. La gran parte della filosofia, soprattutto quella idealista e mistica, che pongono lo spirito sopra la materia (e nel caso del marxismo, la materia, come sostituta dello spirito come nuovo "Assoluto", sopra la realtà) vengono da lei fortemente rifiutate e confutate, demolendone, almeno dal suo punto di vista, gli assunti, sottoposti alla critica della ragione "oggettivista". Ayn Rand fu anche critica della psicoanalisi di Freud poiché essa vede l'uomo come un'entità in balia di istinti, cosa che la Rand rifiuta ritenendo invece l'uomo come un essere razionale.
Ciononostante ci sono relazioni tra i punti di vista di Rand e quelli di altri filosofi. Riconobbe che era stata influenzata sin dalla più tenera età dagli scritti di Friedrich Nietzsche (e di conseguenza da quelli dell'anarchico Max Stirner). Sebbene ripudiasse in età matura il suo pensiero e riscrisse perciò il suo primo romanzo, We the Living, con alcune riformulazioni nel 1959, il suo pensiero crebbe per interazione critica con esso, di cui amò l'esaltazione dell'eroico e indipendente individuo riscontrabile in Così parlò Zarathustra; ciononostante fu fortemente critica della sua filosofia, giungendo perfino ad attaccarla apertamente nell'introduzione dei suoi romanzi, specialmente ne La fonte meravigliosa. Dal filosofo di Röcken trasse il suo prototipo di eroe, modellandolo sull'Oltreuomo nicciano, l'individualismo e l'ateismo ma rifiutò fortemente il relativismo etico. Anche nell'opera più matura, La rivolta di Atlante, però, nonostante i detti disaccordi, appare evidente una notevole influenza dello Zarathustra, come si nota confrontando i seguenti passi, uno dei discorsi del profeta Zarathustra e un discorso di John Galt, uno dei personaggi randiani:
(Friedrich Nietzsche, Così parlò Zarathustra, Proemio di Zarathustra - § 3)
(Ayn Rand, La rivolta di Atlante, parte III L'Atlantide)

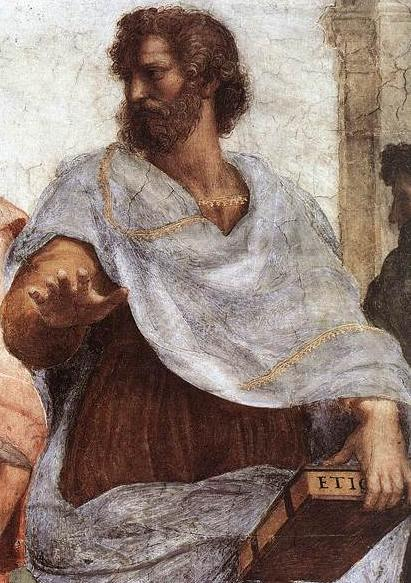
Aristotele (Raffaello, La scuola di Atene, particolare)

La principale influenza che subì fu però quella di Aristotele, specialmente il suo Organon ovvero il testo contenente la logica aristotelica, alla base dei ragionamenti dialettici e razionalisti della sua opera, mentre considerò poco la metafisica (tranne per il concetto del Motore Primo del mondo, che per Rand non è però Dio ma il membro produttivo della società, rappresentato da figure come l'imprenditore, l'artista e l'inventore). Lo considerava il più grande filosofo mai esistito.
Generalmente il suo pensiero politico-economico è in linea con la tradizione del liberismo classico. Espresse un entusiasmo qualificato per il pensiero economico di Ludwig von Mises, esponente della scuola austriaca, e Henry Hazlitt. Più tardi alcuni oggettivisti come Richard Salsman, hanno affermato che le teorie economiche di Rand sono più vicine alle dottrine di Jean-Baptiste Say, sebbene Rand stessa non fosse probabilmente al corrente di questi lavori. La Rand aveva anche un grande rispetto per gli scritti di Henry Louis Mencken dicendo che era un'ottima filosofia di vita.

## Critica religiosa

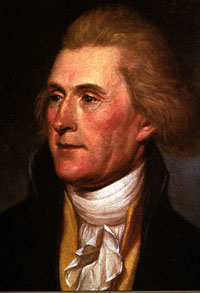
Thomas Jefferson

Ayn Rand era atea e anti-spiritualista, oltre che a favore di uno Stato laico (riprendendo le idee di Thomas Jefferson), seppur minimo, nel senso di una società secolarizzata e nessun ruolo politico della religione. A proposito della prospettiva oggettivista, Rand riteneva incompatibile con la propria filosofia la pratica di una religione sia di tipo occidentale (ebraismo, cristianesimo e islam) sia di tipo orientale (buddhismo e induismo), pur ritenendo che dovesse essere assolutamente libera. Questa è una delle cause di dissenso del movimento oggettivista col movimento libertariano classico e con alcune sue componenti successive (ad esempio i conservatori del Tea Party, o politici ispirati alla scuola austriaca come Ron Paul), che propugna l'assoluta individualità della religione e la non ingerenza nelle scelte altrui, ma non è anti-religioso in sé e talvolta (ad esempio è l'opinione di von Hayek) considera il sentimento religioso come utile al fine di mantenere la moralità, seguendo l'impostazione di pensatori come Burke o Tocqueville; ebbe anche un dissidio personale con Murray Rothbard, sempre al riguardo della religione.
Da ciò deriva anche il fatto che tali movimenti (tra i quali vi sono anche ammiratori della sua opera) spesso sono anti-abortisti e omofobi, mentre Rand sosteneva fortemente il diritto all'aborto e alle unioni civili, senza alcuna riserva. Il suo estremo individualismo (con la sua visione alternativa della vita coniugale e avversione per la famiglia tradizionale) le impedirà anche di scendere in politica, specialmente perché negli Stati Uniti il ruolo della religione nella sfera pubblica è molto forte, pure essendoci una netta separazione giuridica tra Stato e chiese; comunque lei si dichiarò sempre disinteressata ad avere esperienze politiche dirette.
Al contrario della scuola libertaria, Ayn Rand considerava inoltre le religioni un retaggio di irrazionalità, e quindi inutili, anche se possono aiutare certe persone a svolgere meglio i loro compiti e la loro vita:
(Intervista a Playboy)
Enfatizzando la razionalità umana Ayn Rand rigetta però - filosoficamente - anche la fede e ogni forma di misticismo. Nel romanzo La rivolta di Atlante, opera dai tratti prometeici, superomisti e transumanisti (John Galt sfida il mondo e il governo per portare la libertà agli individui, come il titano Prometeo sfida Zeus e gli dei per portare il fuoco agli uomini nel mito greco, anziché sottomettersi come Atlante; o meglio, è Atlante che diventa Prometeo, ma alla fine vince), infatti non vi è la presenza di alcuna religione, i protagonisti fanno le loro scelte sulla base delle loro volontà individuali e le loro stesse ideologie vengono presentate come frutto della loro stessa ragione e non di particolari credenze. La Rand paragona la religione al collettivismo secolare sovietico. Per la Rand infatti la religione, così come il collettivismo, sfrutta la colpa morale inflitta agli uomini per privarli del pieno possesso della propria vita. Non vi è differenza tra i dittatori dei regimi socialisti e i leader religiosi, perché come appunto viene dichiarato nel libro "ogni dittatore è un mistico e ogni mistico un potenziale dittatore". Siccome ciò che non è dimostrabile dai sensi non esiste o non va considerato (sensismo), l'ateismo randiano non è filosofia o ideologia, ma la conclusione logica della conoscenza, quindi l'inesistenza di Dio, per Rand, è la vera e unica realtà.

## La politica e la Commissione parlamentare sulle attività antiamericane
Le opinioni politiche di Rand erano radicalmente pro-capitaliste, sioniste, democratico-liberali, pro-laiciste, anti-statali, anti-comuniste, anti-anarchiche e anti-ecologiste. I suoi lavori elogiavano soprattutto il singolo essere umano e il genio creativo di cui ciascuno è capace. Esaltava egoismo e individualismo, che vedeva come i maggiori valori americani. Rand esprimeva anche una forte ripulsa per il misticismo, la religione e la carità forzosa, priva cioè di spontaneità. Credeva che ciascuno di questi fenomeni incoraggiasse una cultura carica di risentimento verso la felicità e i successi individuali.
Nel 1947, durante il triste periodo della Paura rossa, Rand fu "testimone di parte" della Commissione parlamentare sulle attività antiamericane. La testimonianza di Rand incluse un'analisi del film Song of Russia del 1943. Sebbene molti credano che Ayn Rand rivelò i nomi di membri del Partito Comunista negli USA, esponendoli a un'iscrizione alle liste nere, la sua testimonianza consistette interamente in commenti sulle discrepanze tra la propria esperienza personale dell'Unione Sovietica e la fantasiosa descrizione del film.
Rand argomentò che il film travisava grossolanamente le condizioni socioeconomiche in Unione Sovietica. Disse alla commissione che il film rappresentava una vita nell'URSS molto migliore di quanto non fosse in realtà. Apparentemente questo film del 1943 era propaganda intenzionale di patrioti USA, prodotta nel tentativo di mettere propri alleati nella seconda guerra mondiale temporaneamente sotto la migliore luce possibile. Dopo le udienze della Commissione, quando fu chiesto ad Ayn Rand il suo parere sulle investigazioni, ella descrisse il processo come "futile".

## Eredità e influenza culturale
Nel 1985 Leonard Peikoff, un superstite del "Collettivo Ayn Rand" nonché erede designato di Ayn Rand, istituì l'Ayn Rand Institute: Il Centro per l'Avanzamento dell'Oggettivismo. L'Istituto da allora ha registrato il nome Ayn Rand come un marchio commerciale, nonostante il desiderio di Rand che il suo nome non venisse mai utilizzato per promuovere la filosofia che lei aveva sviluppato. Rand aveva espresso il desiderio di mantenere il suo nome e la filosofia dell'oggettivismo separati per assicurare la sopravvivenza delle sue idee.
Un altro scisma nel movimento avvenne nel 1989, quando l'oggettivista David Kelley scrisse un articolo denominato "Una questione di sanzione" in cui difendeva la sua decisione di rivolgersi a gruppi libertari non oggettivisti. Kelley scrisse che l'oggettivismo non era un "sistema chiuso" e avrebbe dovuto ingranare con le altre filosofie. Peikoff, in un articolo per L'Attivista Intellettuale chiamato "Fatto e Valore", affermò invece che l'oggettivismo è, in effetti, un sistema chiuso, e che verità e bontà morale sono intrinsecamente legati. Peikoff espulse Kelley dal suo movimento. A seguito di ciò Kelley fondò The Institute for Objectivist Studies (noto anche come "The Objectivist Center") e la Atlas Society.

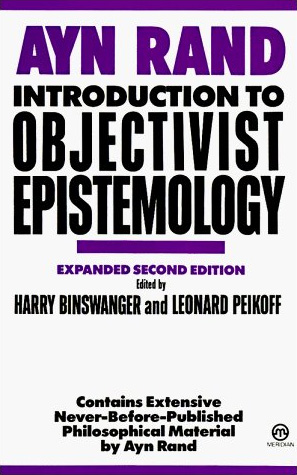
Copertina di Introduction to Objectivist Epistemology

Rand e l'oggettivismo sono meno noti fuori dal Nord America, nonostante vi siano sacche di interesse in Europa, Australia, e Nuova Zelanda, e i suoi romanzi siano popolari in India. I suoi lavori hanno avuto poco effetto sulla filosofia accademica, perché i suoi seguaci sono provenienti dal mondo non accademico.
Nel 2005 in Italia Stefano Magni l'ha indicata come "un raro esempio di coerenza" sul sito del Dipartimento Formazione dell'allora partito di governo Forza Italia. Anche alcuni esponenti radicali hanno contribuito alla diffusione culturale di parte delle idee di Ayn Rand in Italia. Tra i discepoli di Rand più noti in Italia si può annoverare Murray Rothbard, che si formò ai suoi seminari, ma poi si allontanò dall'oggettivismo per aderire all'anarco-capitalismo.
Da notare che l'opera di Rand ha recentemente ispirato un videogioco dal titolo BioShock in uscita per PC, PS3 e Xbox 360. Si narra di una città sottomarina chiamata Rapture, nella quale scienza, industria e arte sono a disposizione del cittadino. "No gods or kings. Only man" (Nessuna divinità o monarca, solo l'uomo), così recita l'ingresso della città. Una città privata controllata da Andrew Ryan (nome molto simile a quello di Rand), dove l'ingegneria genetica è libera da ogni vincolo statale; un mondo però destinato a sfasciarsi. Il giocatore impersona un sopravvissuto a un disastro aereo che si ritrova, apparentemente per caso, a Rapture e viene guidato da un certo Atlas (altra citazione da un'opera di Rand). Il gioco è uscito in Europa il 24 agosto 2007.
L'americano Nick Newcomen, nel 2010, ha percorso 19 695 chilometri in 30 Stati degli USA per "scrivere", con un ricevitore GPS, rilevabile da alcuni satelliti, un testo visibile in Google Earth, il cui contenuto è "Read Ayn Rand".
Tra i seguaci dell'oggettivismo troviamo il culturista Mike Mentzer, Steve Ditko, il primo disegnatore di Spiderman e anche il fondatore di Wikipedia, Jimmy Wales, che è un ammiratore della filosofia di Ayn Rand. In gioventù furono simpatizzanti oggettivisti e randiani anche il presidente della Federal Reserve Alan Greenspan e l'ex segretario di Stato statunitense Hillary Clinton, poi divenuta invece un'esponente della corrente liberal di sinistra. Il personaggio televisivo del dottor Gregory House, un medico cinico e individualista, ma di grande capacità e con una sua personale morale, è stato talvolta avvicinato a un eroe oggettivista.
L'informatico, attivista e whistleblower Edward Snowden che nel 2013 ha svelato diversi programmi Top secret del governo statunitense e inglese che violavano la privacy ha dichiarato che ad averlo spinto nella sua azione sono stati proprio gli scritti di Ayn Rand. Diversi esponenti della cultura cypherpunk e Bitcoin hanno dichiarato di aver tratto ispirazione da Ayd Rand per il loro lavoro.
Nicola Porro, giornalista, blogger e conduttore televisivo italiano ha definito Ayn Rand come una delle sue più importanti letture di gioventù.
Lo scrittore canadese Robin Sharma ritiene Ayn Rand una persona che ha influenzato il suo modo di vedere la vita.

## Controversie

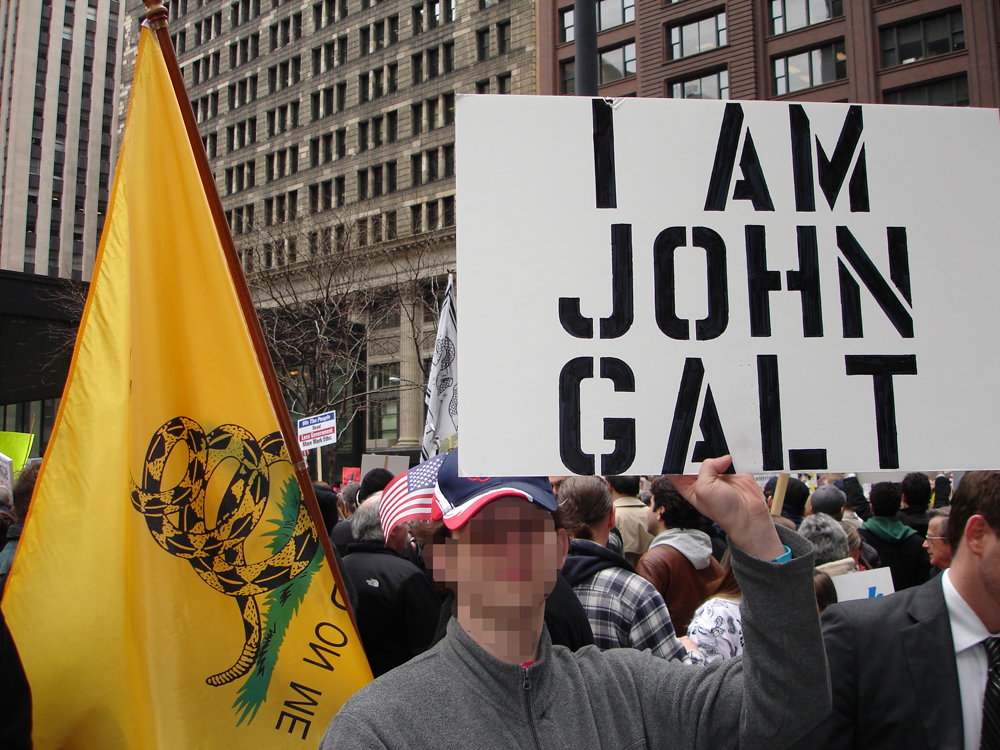
Oggettivisti a una manifestazione contro le tasse del Tea Party. Il cartello dice: "Io sono John Galt", riferimento al principale eroe di Atlas Shrugged.

Negli USA Rand e la sua filosofia dell'oggettivismo sono state sottoposte a varie critiche. Nell'ambito della filosofia analitica, comunque, è più accurato dire che il lavoro di Rand è stato generalmente ignorato. I dipartimenti universitari considerati all'avanguardia nel campo della filosofia analitica prestano appena attenzione a questi lavori. Ad esempio uno studio di dipartimenti molto stimati, sia nel campo della filosofia analitica sia nella tradizione continentale della filosofia, rivela che nessun dipartimento considera prerequisito per il dottorato una conoscenza di base del lavoro di Rand. Alcuni accademici, comunque, stanno lavorando per portare questo filone nell'ambito della corrente principale. Un segno di ciò è costituito dall'esistenza della Ayn Rand Society, fondata nel 1987, un'organizzazione di filosofi accademici affiliati all'American Philosophical Association.

### Controversia con Nozick e gli ambientilibertarianclassici
Una considerevole eccezione alla generale mancanza di attenzione tributata a Rand nella comunità della filosofia analitica è il saggio "On the Randian Argument" del filosofo di Harvard Robert Nozick, che appare nella sua raccolta Socratic Puzzles. Le conclusioni libertarie di Nozick sono simili a quelle di Rand, ma il suo saggio è critico sull'impostazione e Nozick l'accusa di aver gestito in maniera inappropriata alcune importanti questioni di metafisica, epistemologia ed etica. Rand ritiene che preservare la propria vita è oggettivamente il più alto valore perché rende possibili tutti gli altri valori. Nozick afferma che per far funzionare questo argomento lei deve ancora spiegare perché qualcuno non potrebbe razionalmente preferire lo stato di morire e rinunciare a ogni valore. Quindi, sostiene, il suo tentativo di dedurre la moralità dell'egoismo è essenzialmente un esempio di petizione di principio (in inglese begging the question). Un altro motivo di disputa è l'avversione provata da Ayn Rand per Kant e il kantismo, fonte di ispirazione invece per Nozick. Ciononostante Nozick rispettava Rand come autrice e osservò che trovava i suoi libri godibili e stimolanti.
Rand definì gli anarcocapitalisti come Murray Rothbard come «hippie libertari che subordinano la ragione ai capricci e sostituiscono il capitalismo con l'anarchismo», invitando i suoi lettori a non unirsi a loro.

### Critiche alla forma letteraria della sua filosofia
Rand è a volte stata vista con sospetto per la sua pratica di presentare la propria filosofia in forma narrativa e saggistica puntando direttamente al pubblico piuttosto che attraverso pubblicazioni saggistiche. Gli estimatori di Rand sostengono che abbia seguito un'antica tradizione di autori che scrissero letteratura filosoficamente ricca, fra cui Dante, John Milton, Fëdor Dostoevskij, e Albert Camus, e che altri filosofi come Jean-Paul Sartre abbiano presentato le loro filosofie in forma sia saggistica sia letteraria. In effetti lo stile narrativo di Rand viene così presentato già nel 1940 nell'introduzione all'edizione italiana del libro La vita è nostra: «La lettura del brevissimo romanzo - romanzo? forse non è possibile ascrivere a nessun preciso genere letterario questo strano originale lavoro di Ayn Rand, (...)».

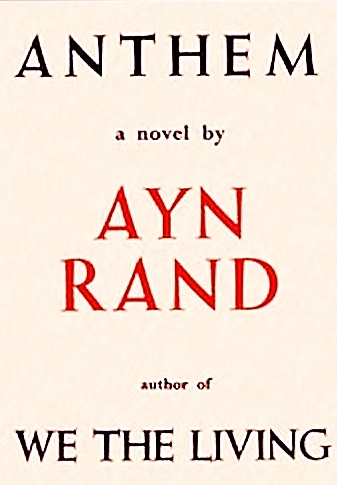
Copertina di un'edizione di Antifona

Altri critici argomentano che la filosofia idealistica di Rand e che il suo stile letterario romantico non siano validi per il mondo in-carne-e-ossa. In particolare questi critici hanno affermato che i romanzi di Rand sono pieni di caratteri monodimensionali. Disprezzano il fatto che la maggior parte degli eroi oggettivisti siano incredibilmente intelligenti e privi di dubbi. Alcuni degli eroi sono molto ricchi. Altri sembrano non avere per niente difetti, specialmente Howard Roark, l'eroe di The Fountainhead. Gli antagonisti sono spesso deboli, patetici, pieni di incertezze, e mancano di immaginazione e talento.
A proposito dell'eroe di La fonte meravigliosa è stato scritto: «Roark è l’idea, la creatività, l’intelletto, la consapevolezza che si fanno uomo, carne, ossa, sangue». I difensori di Rand rispondono con controesempi dai suoi romanzi per mostrare il suo spettro di caratterizzazione: né Eddie Willers né Cherryl Taggart sono particolarmente intelligenti né dotati, ma entrambi sono caratteri carichi di dignità e rispetto; Leo Kovalensky soffre enormemente a causa della sua incapacità di affrontare la brutalità e banalità del comunismo; Andrej Taganov muore dopo aver compreso i suoi errori filosofici; Dominic Francon è inizialmente aspramente infelice perché crede il male troppo potente; Dagny Taggart pensa di essere capace di salvare il mondo da sola. Né sono tutti gli eroi ricchi: Howard Roark (The Fountainhead), Hank Rearden (Atlas Shrugged) e John Galt (Atlas Shrugged) partono dalla gavetta e all'inizio sono poveri. Inoltre Hank Rearden è sfruttato a causa della sua ingenuità sociale. Come per la supposta debole e patetica canaglia (gli antagonisti), i difensori di Rand indicano che Ellsworth Tookey è rappresentato come un grande stratega e comunicatore sin da giovane, e il Dr. Robert Stadler è un brillante scienziato.
Rand stessa replicò alle critiche (a volte anticipandole) nel suo saggio The Goal of my Writing (1963). Qui e in altri saggi raccolti nel suo libro Il Manifesto Romantico: Una Filosofia della Letteratura (1975), Rand chiarisce che si propone di progettare la sua visione di un individuo ideale: non l'individuo come è, ma l'individuo come potrebbe e dovrebbe essere.

### Aspetti della vita privata
Altri, unendo aspetti della sua filosofia e della sua vita personale, hanno accusato la Rand di avere una personalità "sociopatica", ovvero totalmente indifferente alle regole sociali e ai bisogni del mondo esterno.
Avendo sfruttato il sistema del Medicare dal 1976 per poter sostenere l'onere economico degli interventi chirurgici ai polmoni ai quali si era sottoposta nel 1974 (dal momento che il suo tabagismo di lunga data aveva contribuito all'insorgere di un tumore polmonare) fu vagamente accusata di incoerenza tra vita e filosofia da alcuni contemporanei. La Rand non rispose mai a polemiche in merito alla questione.

## Film tratti da opere
- Noi vivi e Addio Kira! (Italia, 1942).
- La fonte meravigliosa (1949).
- We the living (1986), nuova versione dei film del 1942, approvata dall'autrice.
- Atlas Shrugged:
  - Parte I (2011), regia di Paul Johansson
  - Parte II (2012), regia di John Putch
  - Parte III (2013), regia di James Manera

## Nella cultura

### Cinema
- Ayn Rand: A Sense of Life (1997), documentario di Michael Paxton
- La passione di Ayn Rand (1999) di Christopher Menaul, film biografico interpretato da Helen Mirren e tratto dal libro The Passion of Ayn Rand di Barbara Branden, incentrato sulla relazione tra Rand e Nathaniel Branden

### Televisione
- Ne I Simpson (episodio Quattro grandi donne e manicure), Lisa Simpson definisce il libro La fonte meravigliosa come "la Bibbia degli svitati", e sua madre Marge racconta la parodia della storia del romanzo, con protagonista però la sorella più piccola, Maggie, nei panni di Maggie Roark (cioè Howard Roark), doppiata da Jodie Foster. Nell'episodio si vede anche un ritratto di Ayn Rand sul retro della copertina.
- Sempre ne I Simpson, la piccola Maggie viene iscritta in un episodio, Un tram chiamato Marge, a un asilo nido intitolato ad Ayn Rand, dove viene incoraggiata l'indipendenza dei bambini, finendo a guidare una rivolta per riconquistare i ciucci sottratti dalle maestre. Nell'episodio Le incompatibilità elettive viene invece nominato il romanzo La rivolta di Atlante come il libro preferito dai giovani conservatori, che ogni anno ne leggono un capitolo e diventano così sempre più conservatori.
- In un episodio della serie Criminal Minds, L'escluso, il romanzo La rivolta di Atlante viene definito come uno dei libri che entusiasmano di più i ragazzi.

### Musica
- Il gruppo canadese Rush ha tratto ispirazione dalle opere di Ayn Rand per alcuni dei loro brani, come ad esempio Anthem (incluso nell'album Fly By Night del 1975) e 2112 (incluso nell'omonimo album del 1976).

### Videogiochi
- L'Atlante e l'oggettivismo della Rand sono una delle principali ispirazioni nella creazione della città e della storia di Rapture, ambientazione del Bioshock di Ken Levine.

## Opere

### Romanzi
- Noi vivi (We The Living) - 1936.
- Antifona o La vita è nostra (Anthem) - 1938, ed. it. Liberilibri 2003.
- La fonte meravigliosa (The Fountainhead) - 1943, ed. it. Corbaccio 2004.
- La rivolta di Atlante (Atlas Shrugged) - 1957, in tre volumi:
  - Il tema (Non Contradiction), ed. it. gennaio 2007,
  - L'uomo che apparteneva alla terra (Either-Or), ed. it. maggio 2007,
  - L'Atlantide (A = A), ed. it. novembre 2007.

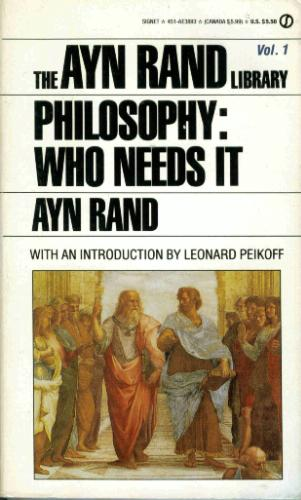
Copertina di Philosophy: Who Needs It?

- Ideale [Ideal], Collana Narratori, Milano, Corbaccio, 2016  [2015], ISBN 978-88-670-0147-7.

### Opere teatrali
- La notte del 16 gennaio (Night of January 16th) - 1934, ed. it. Liberilibri 2005.
- The Unconquered (1940). Adattamento teatrale di We the Living.
- Love Letters (1945).
- You Came Along (1945), co-scritto con Robert Smith.
- The Fountainhead (1949). Adattamento teatrale dell'omonimo romanzo.
- Ideal (1989).
- Three Plays (2005). Raccoglie tre opere teatrali, ovvero Night of January 16th, Ideal, and Think Twice.

### Saggistica
- Pola Negri (1925), monografia sull'attrice polacca Pola Negri, star del cinema muto.
- For the New Intellectual (1961).
- The Virtue of Selfishness, con Nathaniel Branden, 1964, trad. it. e cura di Nicola Iannello, La virtù dell'egoismo, Liberilibri, Macerata, 2010 [1999].
- Capitalism: The Unknown Ideal (con Nathaniel Branden, Alan Greenspan e Robert Hessen) (1966), trad. it. di Nicola Iannello Capitalismo: l'ideale sconosciuto, Liberilibri, Macerata, 2022.
- Introduction to Objectivist Epistemology (1967).
- The Romantic Manifesto (1969).
- The New Left: The Anti-Industrial Revolution (1971).
- Philosophy: Who Needs It (1982).

### Pamphlet
- (EN) Ayn Rand, Screen Guide for Americans (PDF), Beverly Hills, The Motion Picture Alliance for the Preservation of American Ideals, 1947.